# Kouilou (departament)
Kouilou – jeden z departamentów Konga, położony w południowej części państwa. Stolicą departamentu jest miasto Hinda.
Departament ten zamieszkiwało w 2007 roku 91 955 osób. Jego powierzchnia wynosi 13 650 km².
Departament ten podzielony jest na 6 dystryktów:
- Hinda
- Kakamoéka
- Madingo Kayes
- Mvouti
- Nzambi
- Tchiamba-Nzassi